# John Burdon Sanderson Haldane
John Burdon Sanderson Haldane ( Oxford, 5 de noviembre de 1892 - Bhubaneswar, India, 1 de diciembre de 1964) fue un genetista y biólogo evolutivo británico. Junto con Ronald Fisher y Sewall Wright, fue uno de los fundadores de la genética de poblaciones.
Su principal contribución fue una serie de artículos compilados en A Mathematical Theory of Natural and Artificial Selection y resumidos en The Causes of Evolution (1932). En ellos Haldane estudiaba dos asuntos fundamentales para la matematización de la teoría evolutiva: la dirección y las tasas de cambio de frecuencias génicas y la interacción de la selección natural con la mutación y la migración. No obstante, Haldane admitía varias causas evolutivas, como la saltación y la ortogénesis, independientemente del protagonismo de la selección natural.
El trabajo de Haldane se convirtió en una de las principales contribuciones a la teoría evolutiva sintética o síntesis moderna, que restableciera la selección natural como el mecanismo esencial del cambio evolutivo, explicándolo en términos de las consecuencias matemáticas de la genética mendeliana. Haldane acuñó también el llamado principio de Haldane, el cual afirma que el tamaño de los seres vivos define la complejidad de sus órganos internos.

## Pensamiento político
Haldane fue un marxista militante. Participó en la guerra civil española y fue miembro del Partido Comunista.

### Presencia en España
Haldane mantuvo una estrecha relación con España, adonde viajó en 1933 para apoyar al Partido Socialista Obrero Español y al Partido Comunista. Regresó en plena Guerra Civil, en 1937, para participar brevemente en la defensa de Madrid. Allí visitó el Museo de Ciencias Naturales y fue testigo de las investigaciones sobre genética de Antonio de Zulueta y su discípulo Fernando Galán en medio de los combates de la capital: describiría la escena en una nota enviada a la revista Nature y publicada ese mismo año. También escribió durante su estancia en Madrid «A Dialectical Account of Evolution» para la revista Science & Society (1937); en dicho artículo, se disculpaba por no haber podido consultar trabajos de referencia a causa de los bombardeos de la aviación franquista.

## Haldane con el origen de la vida y el origen de los virus

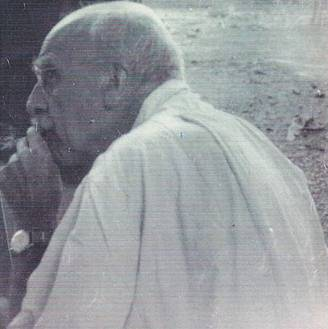
Haldane en 1964

Haldane es considerado, junto con Alexander Oparin, como uno de los padres de las teorías modernas sobre el origen de la vida. Se encargó de erradicar el vitalismo del pensamiento científico, manteniendo que la vida pudo originarse a partir de materia inerte. Para ello utiliza la analogía de los bacteriófagos, virus de bacterias, los cuales están a medio camino entre lo vivo y lo inanimado. Estos seres son parásitos obligados, es decir, únicamente pueden llevar a cabo fases esenciales de su ciclo vital, tales como la reproducción, en presencia de otros seres vivos. Haldane propone que los primeros seres originados sobre la Tierra serían similares a estos virus, ya que necesitarían de la existencia de otros componentes que vagarían por el océano, pero en ningún caso serían capaces de obtener por sí mismos. Con posterioridad, la selección natural favorecería a aquellos organismos que se independizasen con mayor eficacia de su ambiente, dando lugar a seres progresivamente más complejos.
En este contexto, Haldane fue el introductor de la extendida metáfora del caldo primordial, con el que hacía referencia al océano terrestre, por aquel entonces repleto de moléculas orgánicas de complejidad variada, formadas de manera natural a partir de energía física (rayos ultravioleta y otros tipos de ondas) y química (poder reductor, interacciones entre moléculas, etcétera).
En los años 20 junto con Felix d'Herelle propusieron la "hipótesis del virus primero" también llamada "hipótesis de la coevolución" que postula que los virus o las entidades similares a los virus como los viroides o plásmidos son intermediarias entre los sistemas químicos y biológicos, y en consecuencia los organismos celulares se originaron de dichas entidades moleculares o macromoleculares en un mundo de ARN primordial que incluía a otras entidades hipóteticas que acabarían formando parte de los genomas y cromosomas celulares. Hoy en día su propuesta junto con la "hipótesis del escape" propuesta en los años 60 se unen para abordar y explicar el origen de los virus ya que surgieron por los mecanismos propuestos en estas hipótesis.

## Deceso
Poco antes de morir de cáncer, Haldane escribió un poema cómico en el hospital, burlándose de su propia enfermedad incurable, que fue leído por sus amigos, que apreciaban la irreverencia consistente con la que Haldane había vivido su vida.
Quiso que su cuerpo fuese utilizado para el estudio en el Rangaraya Medical College, Kakinada.

"Mi cuerpo se ha utilizado para ambos propósitos en mi vida y después de mi muerte, continúe existiendo o no, no tendré más uso para él y deseo que sea utilizado por otros. Su refrigeración, si esto es posible, debería cobrarse sobre mis bienes."

## Eponimia
- El Principio de Haldane, según el cual el tamaño de un ser vivo determina la complejidad de sus órganos internos.
- El cráter lunar Haldane lleva este nombre en su memoria.
- El cráter marciano Haldane también conmemora su nombre.
- Así mismo, el asteroide (36061) Haldane también lleva su nombre.